# Rimu
Dacrydium cupressinum i Nya Zeeland kallad rimu är en barrträdart som beskrevs av Daniel Carl Solander och Johann Georg Adam Forster. Dacrydium cupressinum ingår i släktet Dacrydium, och familjen Podocarpaceae.
Den förekommer i stora delar av Nya Zeeland. IUCN kategoriserar arten globalt som livskraftig. Inga underarter finns listade i Catalogue of Life.

## Bildgalleri

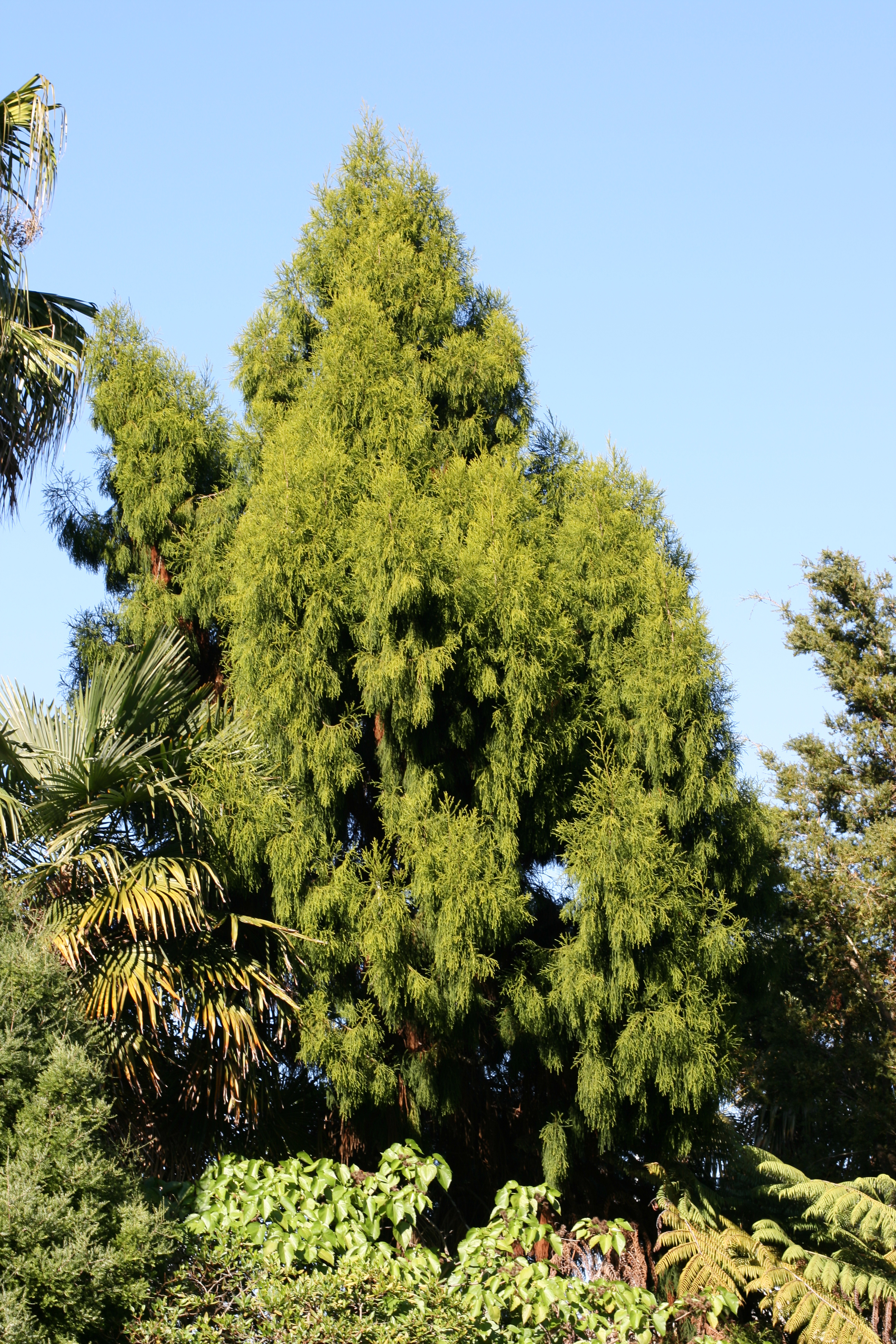
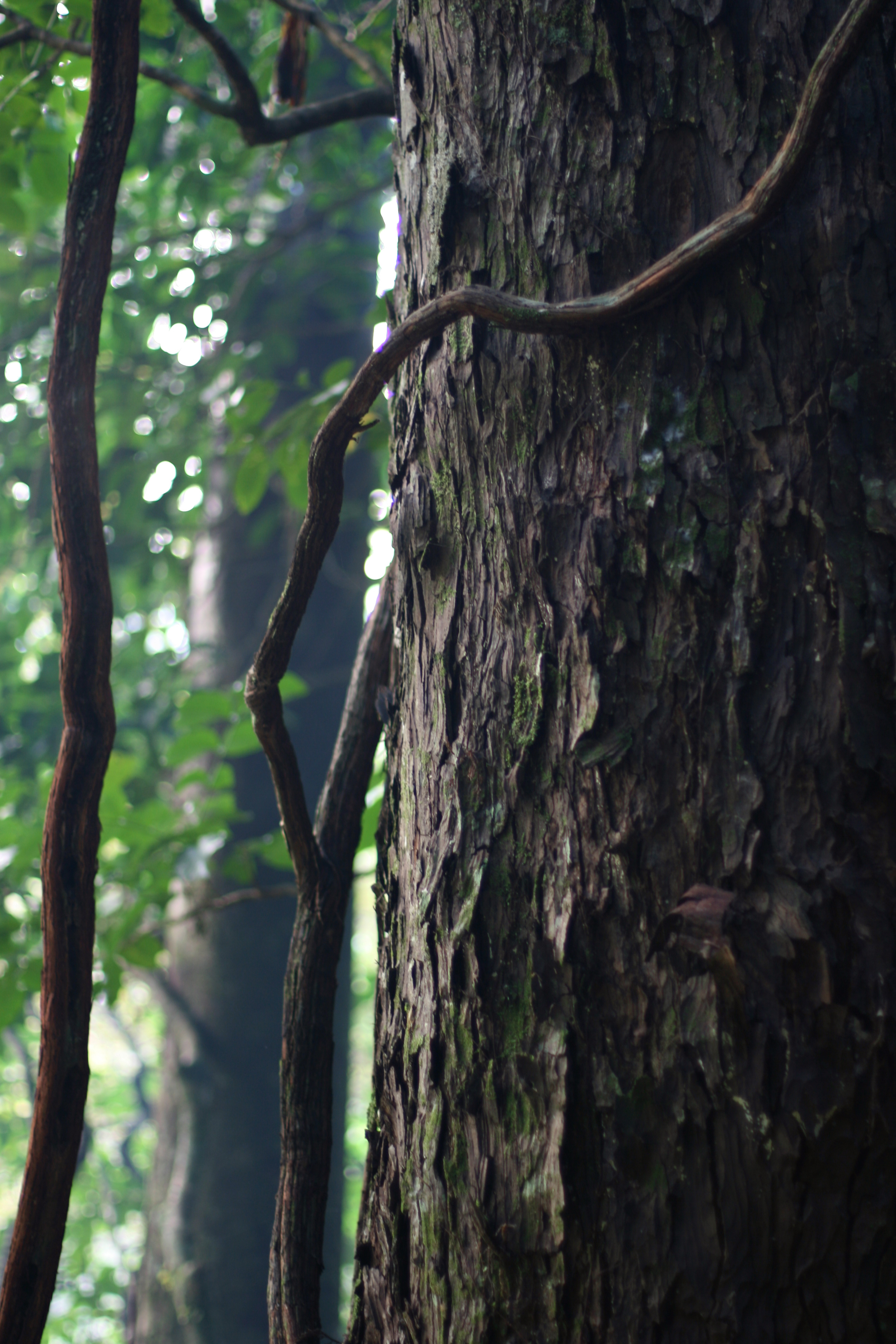
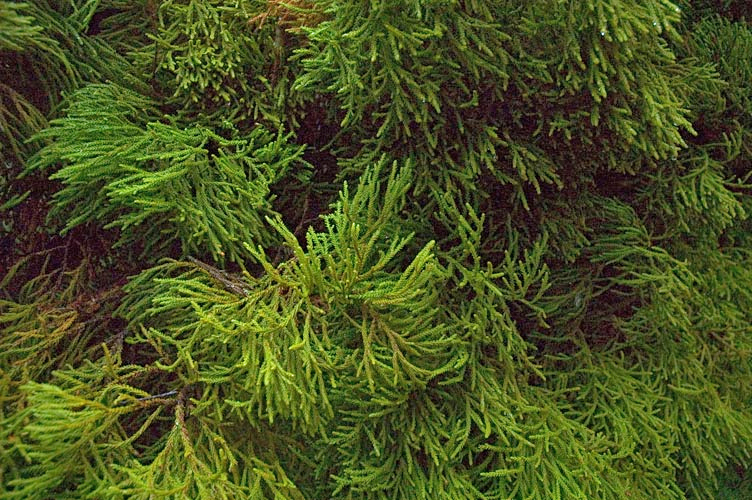
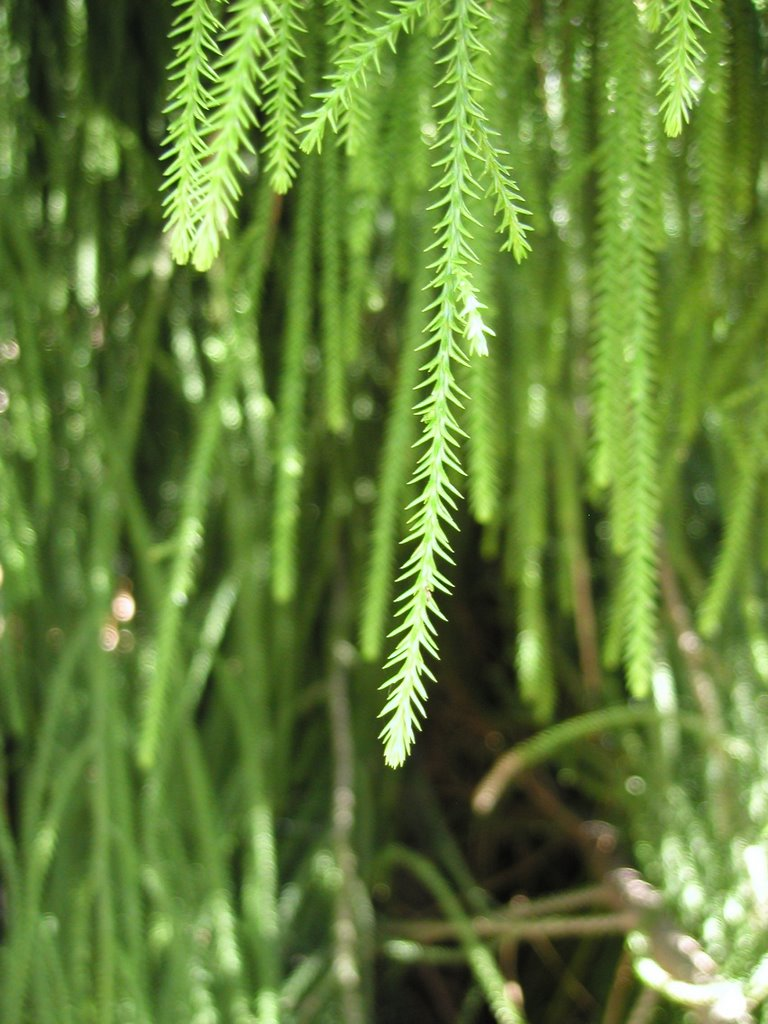
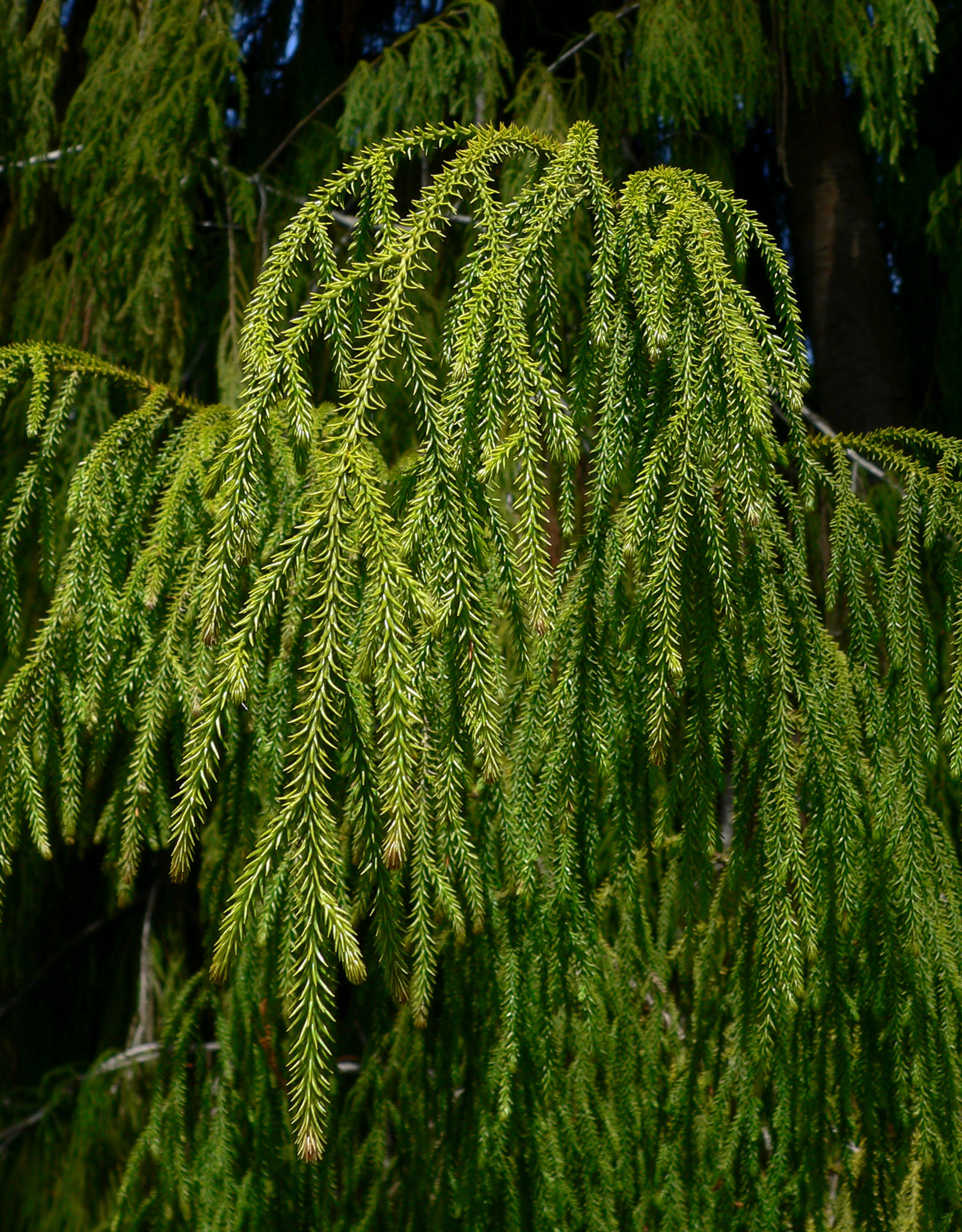
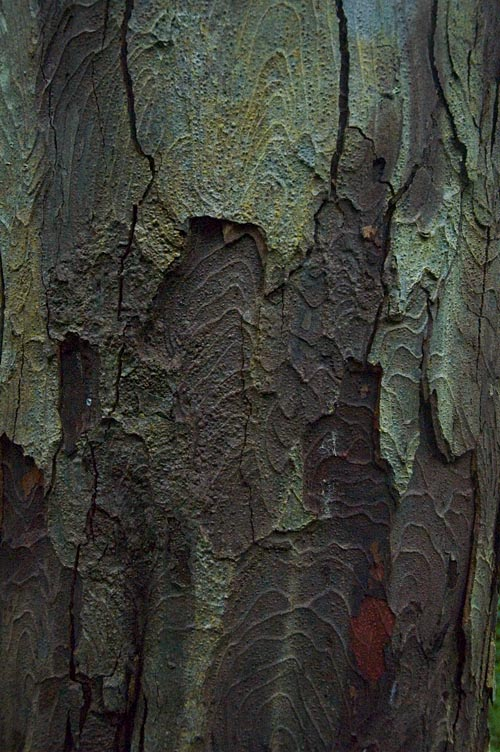